# Sorin Grindeanu
Sorin Mihai Grindeanu (Caransebeș, 5 de dezembro de 1973) é um político romeno, que foi primeiro-ministro da Romênia entre 4 de janeiro e 29 de junho de 2017.